# 中小企業金融公庫
中小企業金融公庫（ちゅうしょうきぎょうきんゆうこうこ、英称：Japan Finance Corporation for Small and Medium Enterprise、JASME）は、2008年10月1日まで存在した、中小企業金融公庫法に基づく政策金融機関たる特殊法人である。略称は中小公庫（ちゅうしょうこうこ）。

## 概要
設立以来より、中小企業者に対する事業用資金の長期融資を行ってきたが、平成16年7月以降、証券化支援業務、信用保険業務（中小企業事業団の保険部門（旧中小企業信用保険公庫）の事業を承継）も行っていた。
資本金 1兆4,790億5,214万円（平成18年3月）、従業員2,095人（平成18年予算定員）、店舗数61営業部店（沖縄を除く全都道府県。東京都、大阪府、愛知県、北海道は複数店舗）。

## 実績
＜17年度末時点＞
- 融資残高：7兆584億円
- 信託受益権等保有残高：16億円
- 保証債務残高：423億円
- 中小企業信用保険引受残高：29兆1,303億円
- 信用保証協会貸付残高：4,764億円
- 破綻金融機関等関連特別保険等引受残高：23億円
- 機械類信用保険引受残高：2兆6,824億円

## 組織・人事
以下、解散時の総裁・副総裁の役職となる。
- 総裁　安居祥策 - 1957年帝人入社。会長・相談役。
- 副総裁　横田捷宏 - 1964年通商産業省入省。大臣官房審議官、工業技術院総務部長、日本銀行政策委員。

## 沿革
- 1953年（昭和28年）8月20日、中小企業金融公庫が発足。
- 1958年（昭和33年）7月1日、中小企業信用保険公庫が発足。
- 1999年（平成11年）7月1日、中小企業信用保険公庫は中小企業事業団に統合し、中小企業総合事業団が発足。
- 2004年（平成16年）7月1日、中小企業総合事業団信用保険部門は中小企業金融公庫に移管。
  - 残余の中小企業総合事業団は地域振興整備公団の一部、産業基盤整備基金と統合し、独立行政法人中小企業基盤整備機構に改組。
- 2008年（平成20年）10月1日、中小企業金融公庫は解散し、株式会社日本政策金融公庫に業務移管。

## 中小企業金融公庫に在籍した人物一覧
通産省・経産省出身者
- 佐久洋 総裁、元中小企業庁長官
- 中野哲夫 副総裁、元通産省企業局長
- 新井真一 副総裁、初代日本万博協会事務総長、元通産省繊維局長
- 荘清 総裁、元中小企業庁長官
- 堤富男 総裁・副総裁、元通産事務次官

大蔵省・財務省出身者
- 舟山正吉 総裁、元大蔵事務次官
- 森永貞一郎 総裁、元大蔵事務次官
- 船後正道 総裁、元環境事務次官、大蔵官僚、濱口雄彦の婿
- 原徹 副総裁、元防衛事務次官、大蔵官僚
- 渡辺喜一 総裁、元財務官
- 角谷正彦 総裁・副総裁、元国税庁長官

生え抜き組
- 加藤廣 1954年入庫、小説家
- 山野博大 1959年入庫、ダンス批評家 (さようなら山野博大)
- 藤道健二 1999年入庫、萩市長

## 政策金融改革の経緯
以下のプロセスを経て、新たに設置される株式会社日本政策金融公庫への統合が決定された。
- 2002年（平成14年）12月13日、経済財政諮問会議は「政策金融改革について」を決定。
- 2005年（平成17年）11月29日、経済財政諮問会議は「政策金融改革の基本方針」を決定。
- 2005年（平成17年）12月24日、「行政改革の重要方針」を閣議決定。
- 2006年（平成18年）6月2日、「簡素で効率的な政府を実現するための行政改革の推進に関する法律」（平成18年法律第47号）が公布・施行。
- 2006年（平成18年）6月27日、政策金融改革推進本部・行政改革推進本部の合同会議は「政策金融改革に係る制度設計」を決定。
- 2007年（平成19年）2月27日、「株式会社日本政策金融公庫法案」及び「株式会社日本政策金融公庫法の施行に伴う関係法律の整備に関する法律案」を閣議決定し、同日国会に提出。
- 2007年（平成19年）5月25日、「株式会社日本政策金融公庫法」（平成19年法律第57号）が公布。

新会社への統合の内容
- 中小企業金融公庫は、2008年（平成20年）10月1日に解散し、同日付をもって設立される特殊会社たる株式会社日本政策金融公庫に統合する。
- 同日付で、国民生活金融公庫、農林漁業金融公庫も解散し、新会社に統合する。
- 中小企業金融公庫の業務は、株式会社日本政策金融公庫に承継させる。ただし、一般貸付を廃止し、中小企業に関する重要な施策の目的に従って行われる特別貸付に限定するとともに、その承継後においても定期的に見直しを行い、必要性が低下したと認められる部分は廃止するものとする。